# Burg Bernegg
Die Burg Bernegg ist die Ruine einer mittelalterlichen Höhenburg in Calfreisen auf dem Gemeindegebiet von Arosa im Schanfigg im schweizerischen Kanton Graubünden.

## Lage
Die gut erhaltene Ruine des wehrhaften Bergfrieds steht auf 1245 m auf einem Geländevorsprung am südöstlichen Dorfrand, vom Hang durch einen Graben abgetrennt. Das Innere des Turmes ist nicht zugänglich.

## Anlage
Der Turm aus lagerhaftem Bruchsteinmauerwerk bildet im Grundriss ein Rechteck von circa 11 auf 13 Metern. Die Mauerstärke beträgt 2 bis 2,4 Meter, in den oberen Geschossen noch 1,8 Meter. Auffallend sind die teilweise über einen Meter langen Ecksteine ohne Bossen. Die ursprüngliche Turmhöhe von 15 Metern ist auf der Südseite erhalten geblieben.
Die Unterteilung in vier Geschosse lässt sich an Resten des Wandverputzes erkennen. Das Erdgeschoss ist teilweise mit Mauerschutt gefüllt und diente wohl als Kellerraum. Im zweiten Geschoss liegen vereinzelte Schmalscharten. In der Südwand des dritten Geschosses lag der Hocheingang auf einer Höhe von 9,5 Meter Höhe. Die Gewändsteine der wohl rundbogigen Türöffnung fehlen.
Neben einer Schmalscharte liegt in der Westwand ein hoch angesetzter Rauchabzug, vermutlich für einen Ofen. Der schräge Verlauf der heutigen Mauerkrone von Süden nach Norden ist wohl das Ergebnis natürlichen Zerfalls. Die ursprüngliche Dachform ist nicht mehr feststellbar; ein umlaufender Wehrgang ist denkbar.
Spuren eines Berings oder von Nebenbauten finden sich keine. Falls Nebenbauten bestanden haben, lagen sie wohl an der Stelle der benachbarten Bauernhäuser.

## Geschichte
Aufgrund baulicher Einzelheiten kann auf eine Erbauungszeit in der Mitte oder in der zweiten Hälfte des 13. Jahrhunderts geschlossen werden. Ob der – allerdings in der sehr unklaren Schreibweise Ottho de Rauaraiscene – 1231 urkundlich bezeugte Otto von Calfreisen schon auf dieser Burg gewohnt hat oder eher auf einem Vorläuferbau, ist ungewiss. Dass die Burg jedoch Sitz der Herren von Calfreisen war, bleibt unbestritten, sie sind von 1259 bis 1286 bezeugt. Eine Urkunde von 1312 nennt den verstorbenen R. quondam dictus de Kafrais. Das Geschlecht gehörte zum Schanfigger Dorfadel und stand im Dienst der Freiherren von Vaz und des Bistums Chur.
Nachfolger der von Calfreisen wurde das vornehme Schanfigger Geschlecht der Underweger, vermutlich durch Heirat von Margareth von Calfreisen, der letzten ihres Geschlechts. 1386 wird Hans von Underwegen erwähnt (...uf myner vesti Cauarayssen...), 1428 verkauft Hans von Vnderwegen, der eltest ze Cauarayssen die Alp Stätz bei oberhalb Lenzerheide ans Kloster Churwalden.
Im 15. Jahrhundert soll die Burg Calfreisen in den Besitz der Sprecher gelangt sein, welche ihr erst ihr den Namen «Bernegg» gegeben haben dürften. Bernegg ist früher nicht belegt, tritt aber seit jener Zeit als Beiname der Sprecher auf. Ob die Burg im 15. Jahrhundert noch bewohnt war, ist unsicher. Um 1550 war sie gemäss Ulrich Campell jedenfalls bereits Ruine.

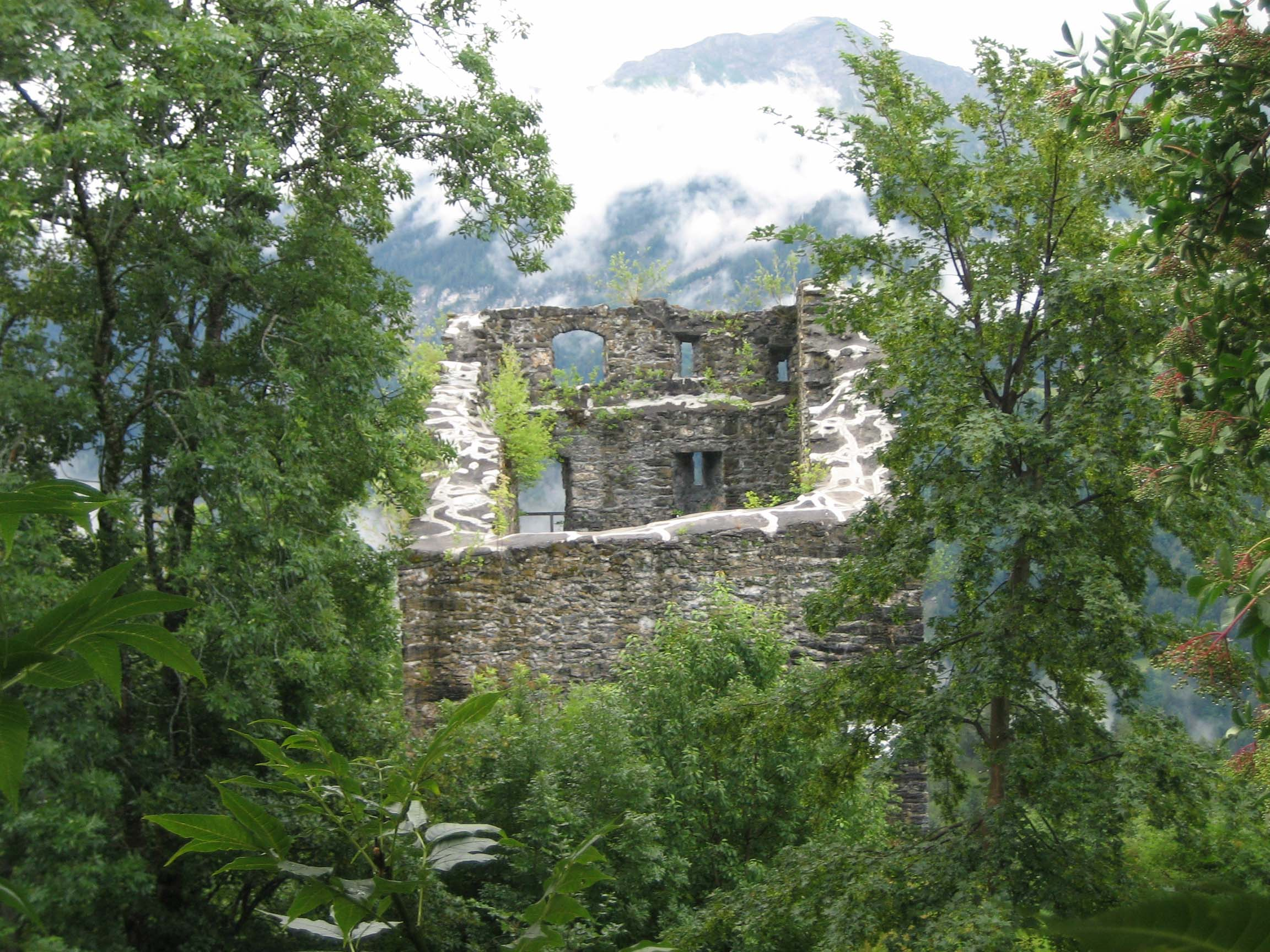
Nordseite
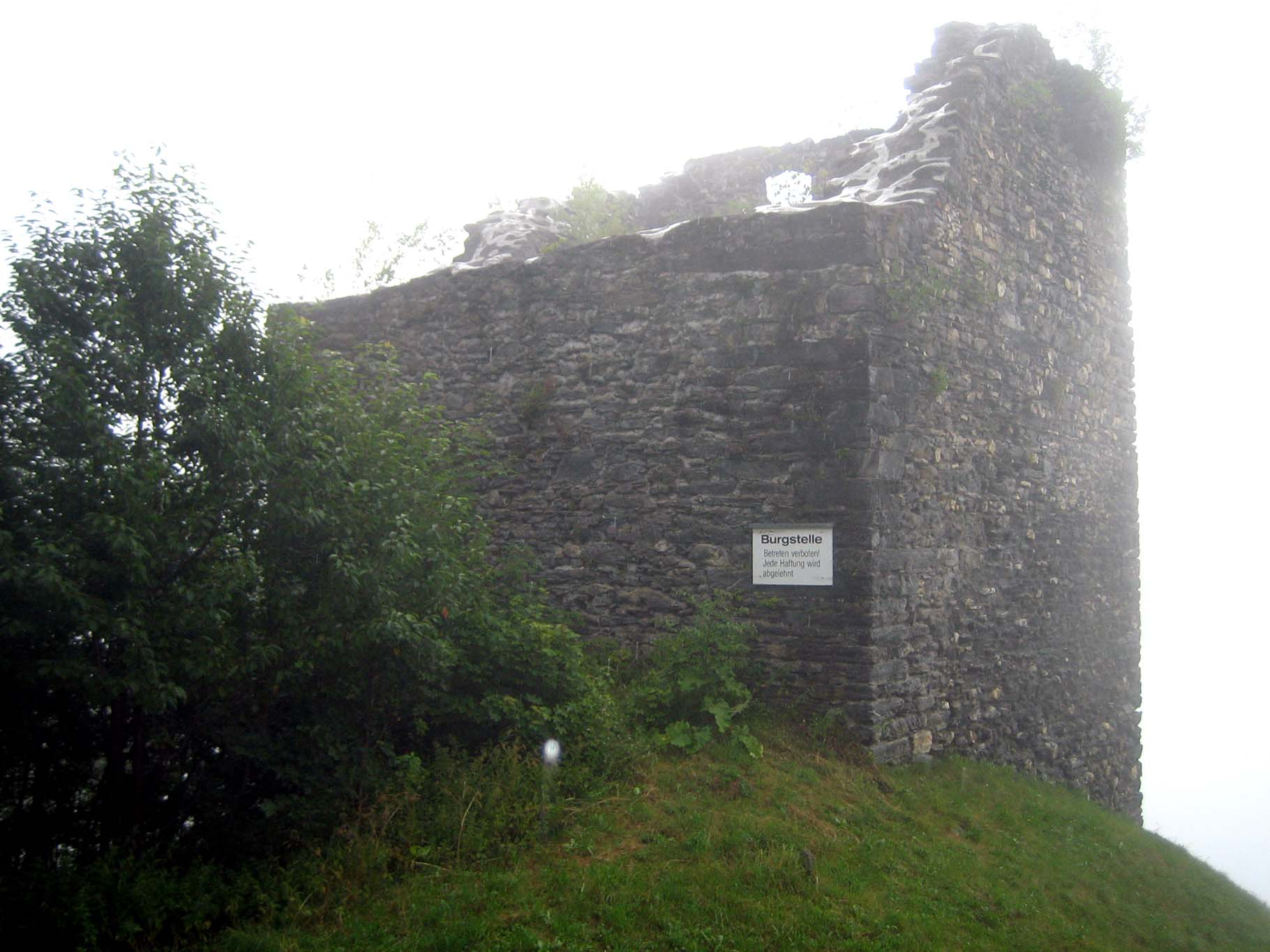
Ansicht von Nordwesten
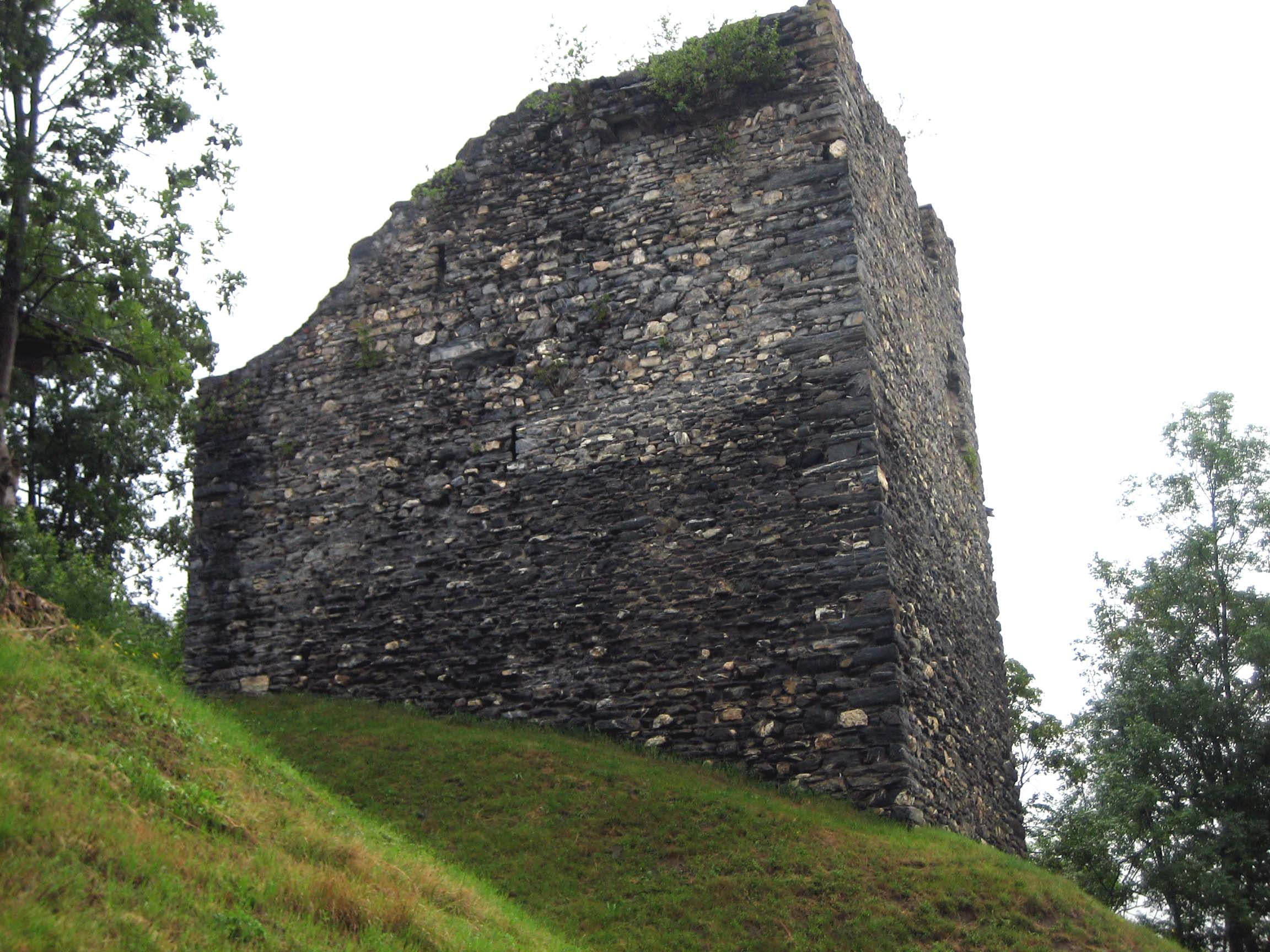
Südwestseite
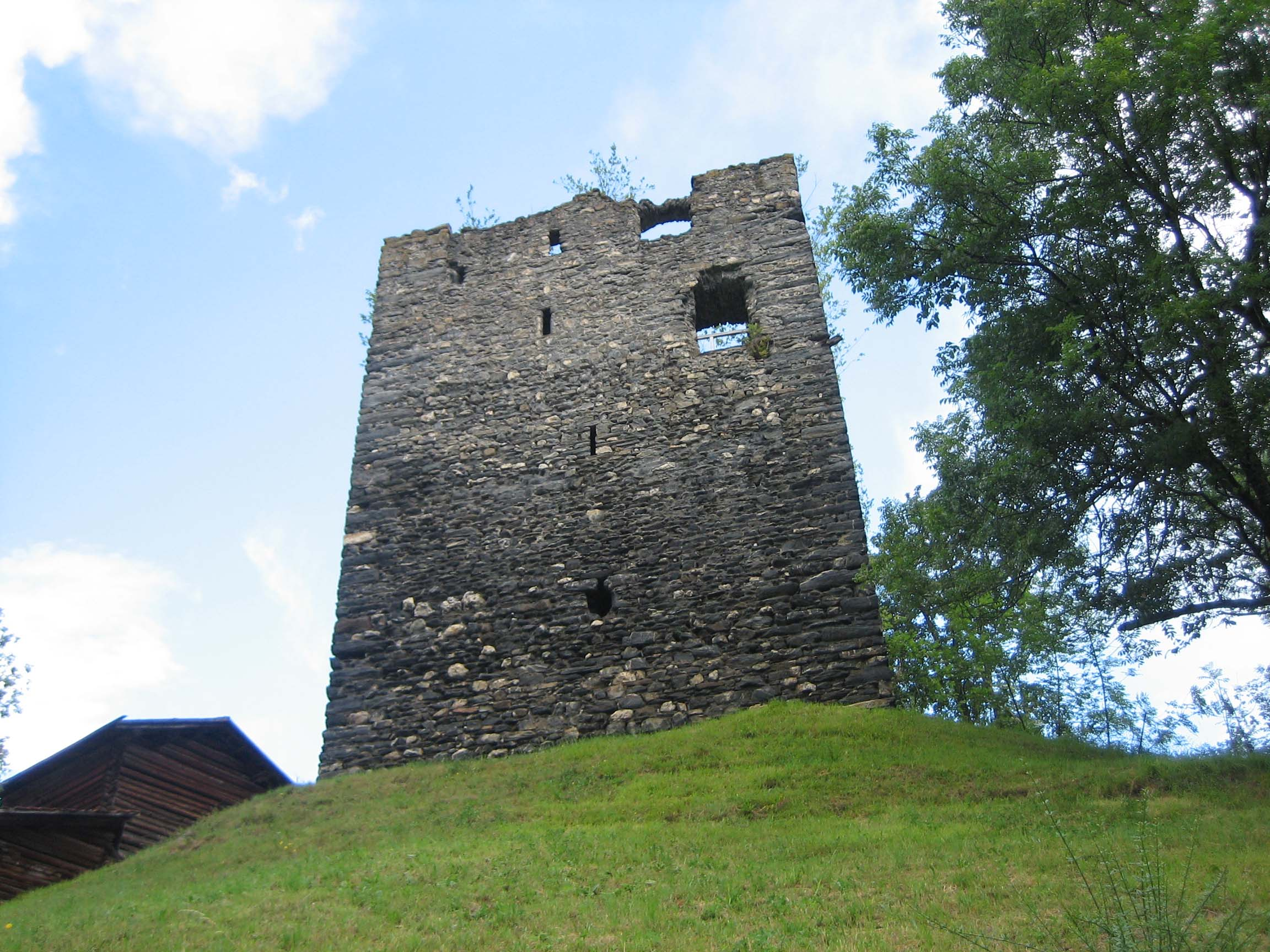
Südseite